# Im Winter ein Jahr
Im Winter ein Jahr es una película alemana del año 2008 basada en la novela Aftermath de Scott Campbell, dirigida por Caroline Link y protagonizada por Karoline Herfurth y Josef Bierbichler. 